# Szabó András (klasszika-filológus)

Szabó András (Bita, 1871. július 21. – Székelyudvarhely, 1957. május 1.) erdélyi magyar klasszika-filológus, fordító.

## Életútja
Középiskolai tanulmányait a sepsiszentgyörgyi Székely Mikó Kollégiumban és a székelyudvarhelyi Református Kollégiumban végezte; a kolozsvári egyetem Bölcsészeti Karán latin–görög szakos tanári oklevelet (1895), később testnevelési diplomát szerzett. Sepsiszentgyörgyön, egykori iskolájában (1894), majd a székelyudvarhelyi kollégiumban volt tanár (1895–1932, ill. 1940–43), itt 1914–26, valamint 1940–43 között az iskola igazgatója is. Gazdasági felügyelői beosztása idején (1907–14) épült fel a kollégium új épülete.

## Irodalmi munkássága
Irodalmi tevékenységének fő területe a fordítás görögből és latinból. Az erdélyi irodalmi sajtóban több alkalommal elevenítette fel iskolája nagyjainak emlékét (Egy tragikus sorsú székely tudós élete és halála. Erdélyi Szemle, 1935/3; Benkő József. Erdélyi Helikon, 1938/2). Hagyatékában maradt több kiadatlan fordítása is megjelent halála után (Ursinus Zakariás kátémagyarázatából. Református Szemle, 1973/1; Kálvin János: Pál apostol levele Filemonhoz. Református Szemle, 1989/1). Közölt még az Udvarhelyi Híradóban, a Protestáns Közlönyben és a Székelységben.
Ezeken kívül hagyatékában kiadatlan maradt Benkő József Transsilvania specialis és Bod Péter Tymbalese c. művének töredékes fordítása, valamint tolmácsolásában Cicero, Hésziodosz, Ovidius, Plotinus, Plutarkhosz, Seneca több műve.

## Művei
- A satyrdráma (tanári székfoglaló Székelyudvarhelyen, 1898);
- Platón: Válogatott művei (ford. görögből, 1908);
- Erasmus: A balgaság dicsérete (ford. latinból, Budapest, 1914);
- Vergilius: Georgica (ford. latinból, Tompa László előszavával. Székelyudvarhely 1932);
- Kálvin János: Magyarázat Pál apostolnak Timótheushoz írt leveleihez (ford. latinból, Székelyudvarhely, 1939);
- Kálvin János: Magyarázat az Apostolok cselekedeteihez (ford. latinból, I. kötet Székelyudvarhely, 1941, II. kötet Székelyudvarhely, 1943);
- Benkő József: Udvarhely megye leírása (részlet a Transsilvania specialisból. Kolozsvár, 1944. Erdélyi Ritkaságok).
- Kálvin János: A Zsidókhoz írt levél magyarázata (ford. latinból, Nagy Barna előszavával. Budapest, 1965).
- Fordításaiból közölt a Szenczi Molnár Albert Napló és más írások c. Téka-kötet (Bukarest, 1984) is.